# Frederick Conrad
Frederick Conrad (* 1759 im  Montgomery County, Province of Pennsylvania; † 3. August 1827 in Norristown, Pennsylvania) war ein US-amerikanischer Politiker. Zwischen 1803 und 1807 vertrat er den Bundesstaat Pennsylvania im US-Repräsentantenhaus.

## Werdegang
Frederick Conrad besuchte die öffentlichen Schulen seiner Heimat. Politisch wurde er Mitglied der Ende der 1790er Jahre von Thomas Jefferson gegründeten Demokratisch-Republikanischen Partei. In den Jahren 1798, 1800 und 1802 wurde er in das Repräsentantenhaus von Pennsylvania gewählt. Zwischen 1804 und 1805 war er neben seiner Tätigkeit als Kongressabgeordneter auch Zahlmeister des 51. Regiments der Staatsmiliz von Pennsylvania.
Bei den Kongresswahlen des Jahres 1802 wurde Conrad im zweiten Wahlbezirk von Pennsylvania in das US-Repräsentantenhaus in Washington, D.C. gewählt, wo er am 4. März 1803 sein neues Mandat antrat. Nach einer Wiederwahl konnte er bis zum 3. März 1807 zwei Legislaturperioden im Kongress absolvieren. Während dieser Zeit wurde im Jahr 1803 durch den von Präsident Jefferson getätigten Louisiana Purchase das Staatsgebiet der Vereinigten Staaten beträchtlich erweitert. Im Jahr 1804 wurde der zwölfte Verfassungszusatz ratifiziert. Ab 1805 war Conrad Vorsitzender des Committee on Accounts.
Nach dem Ende seiner Zeit im US-Repräsentantenhaus betätigte sich Conrad unter anderem in der Landwirtschaft. Im Jahr 1807 wurde er in seiner Heimat Friedensrichter. Ab 1821 war er als  Gerichtsdiener (Prothonotary and Clerk) tätig. Frederick Conrad starb am 3. August 1827 in Norristown, wohin er zwischenzeitlich gezogen war.